# هیو ترنر
هیو ترنر (به انگلیسی: Hugh Turner) بازیکن فوتبال زادهٔ ۶ اوت ۱۹۰۴ اهل کشور انگلستان که سابقهٔ بازی در تیم ملی فوتبال انگلستان را در کارنامهٔ خود دارد. وی در تاریخ ۱۴ مه ۱۹۳۱ نخستین بازی ملی خود را در مقابل تیم ملی فوتبال فرانسه انجام داد و با حضور در ۲ بازی ملی، در تاریخ ۱۶ مه ۱۹۳۱ واپسین بازی ملی‌اش را در برابر تیم ملی فوتبال بلژیک برگزار کرد.